# 雪之女王 (電視劇)
《雪之女王》（韓語：눈의 여왕）是韓國KBS於2006年11月13日起播放的月火迷你連續劇。

## 劇情介紹
韓太雄與金正奎在高中時是一對好朋友，大家同樣是數學天才。有一日，太雄因一次被學校和媽媽誤會抄襲論文而離家出走，在途中遇見同樣在離家出走的金寶拉，並與她共渡一段短暫的美好光陰。1998年在首爾舉行的奧林匹克數學比賽中，太雄得了金牌，而被人寄予厚望的正奎卻連優異獎也沒有，正奎在抵受不住父親和同學的壓力下自殺了。太雄認為是自己令正奎自殺，因此，他中途退學並離家出走，去完成朋友當拳擊手的夢想……
8年後，太雄在一間拳術館練拳。有一次，太雄在醫院探望受傷的師兄時，再次遇見正想自殺的金寶拉並救了她，但大家已忘記對方是8年前相遇的事。之後，太雄因緣際會下當了金寶拉的司機，而寶拉亦漸漸發現太雄是8年前相遇過的男生。當兩人漸墮愛河時，太雄發現了金寶拉原來是他死去的好朋友——金正奎的妹妹……

## 角色介紹

### 主要人物
- 玄彬 飾演 韓太雄／韓得九

一個數學天才，因認為自己令正奎自殺而離家出走，1年後回家卻找不到母親，鄰居說她因為避債搬家。後來，太雄遇到一個願意收留他的體育館館長，並跟隨他學拳，改名成韓得九，成為一個拳擊手。
- 成宥利 飾演 金寶拉

父親是大企業的會長，寶拉自小就被寵成大小姐般的性格。母親在她6歲時拋棄了她，所以她不認為自己母親還活著，說母親去世了，但其實還很愛母親。之後，她更被證實患上肌肉無力症，經常出入醫院，醫生說她活不過20歲，但她現在22歲了。自從哥哥在她14歲的時候去世後，寶拉的性格就變得更孤獨、冰冷。
- 林周煥 飾演 徐健宇

父母、哥哥和姐姐都是醫生，健宇也自自然然成了醫生。在父母的安排下，健宇被迫與寶拉相親。寶拉為了提早結束相親，一字不漏將自己的病歷和她那惡劣的性格都說出來，但健宇反而對寶拉有一種想去保護她的心。
- 柳仁英 飾演 李勝利

父親是一間小型體育館的館長，自小就因周圍都是男人的關係，而培養出男孩子的性格。父親在她小學的6年級的時候，帶來了韓得九這個帥氣的哥哥，勝利一眼就喜歡上他了。

### 其他人物
- 高斗心 飾演 朴英玉
- 金學鎮 飾演 安尚豪
- 金泰賢 飾演 崔忠植
- 千虎珍 飾演 寶拉父
- 吳美姬 飾演 寶拉母
- 李善鎬 飾演 金正奎
- 金應洙 飾演 李東術

## 外部連結
- 韓國KBS （页面存档备份，存于）
- 臺灣GTV（繁體中文）

| KBS 2TV 月火劇                             | KBS 2TV 月火劇                                   | KBS 2TV 月火劇 |
| ------------------------------------------ | ------------------------------------------------ | -------------- |
|                                            | 雪之女王 （2006年11月13日 - 2007年1月8日）       |                |
| 白雲階梯 （2006年9月18日 - 2006年11月7日） | 春暖花開的時候 （2007年1月15日 - 2007年3月13日） |                |

| 日本 TBS 韓流★select                           | 日本 TBS 韓流★select                        | 日本 TBS 韓流★select |
| ---------------------------------------------- | ------------------------------------------- | -------------------- |
|                                                | 雪之女王 （2010年11月17日 - 2010年12月9日） |                      |
| 男版灰姑娘 （2010年10月25日 - 2010年11月16日） | 韓版龍櫻 （2010年12月10日 - 2011年1月7日）  |                      |

| 臺灣 八大戲劇台 星期一至五22:00 - 23:00             | 臺灣 八大戲劇台 星期一至五22:00 - 23:00  | 臺灣 八大戲劇台 星期一至五22:00 - 23:00 |
| --------------------------------------------------- | ---------------------------------------- | --------------------------------------- |
|                                                     | 雪之女王 （2011年3月2日 - 2011年4月1日） |                                         |
| 我的女友是九尾狐 （2010年12月27日 - 2011年1月27日） | 春之戀 (2011年4月4日 - 2011年4月29日)    |                                         |